# Gregson Lane
Gregson Lane är en by i unparished area Walton le Dale, i distriktet South Ribble, i grevskapet Lancashire, i England. Byn är belägen 5 km från Preston. Byn hade 2 072 invånare år 2021.